# Lune (Musikerin)/Diskografie
Diese Diskografie ist eine Übersicht über die musikalischen Werke der deutschen Popsängerin und Rapperin Lune. Ihre erfolgreichste Veröffentlichung ist die Single Gebe auf. mit über 215.000 verkauften Einheiten.

## Alben

### Studioalben
| Jahr | Titel Musiklabel               | Höchstplatzierung, Gesamtwochen, AuszeichnungChartplatzierungen (Jahr, Titel, Musiklabel, Platzierungen, Wochen, Auszeichnungen, Anmerkungen) | Höchstplatzierung, Gesamtwochen, AuszeichnungChartplatzierungen (Jahr, Titel, Musiklabel, Platzierungen, Wochen, Auszeichnungen, Anmerkungen) | Höchstplatzierung, Gesamtwochen, AuszeichnungChartplatzierungen (Jahr, Titel, Musiklabel, Platzierungen, Wochen, Auszeichnungen, Anmerkungen) | Anmerkungen                           |
| Jahr | Titel Musiklabel               | DE | AT | CH | Anmerkungen                           |
| ---- | ------------------------------ | --- | --- | --- | ------------------------------------- |
| 2023 | Lune Warner Music (WMG)        | DE14 (2 Wo.)DE | — | CH26 (1 Wo.)CH | Erstveröffentlichung: 27. Januar 2023 |
| 2024 | Mailan Columbia Records (Sony) | DE20 (2 Wo.)DE | — | CH71 (1 Wo.)CH | Erstveröffentlichung: 21. Juni 2024   |

### EPs
| Jahr | Titel Musiklabel              | Höchstplatzierung, Gesamtwochen, AuszeichnungChartplatzierungen (Jahr, Titel, Musiklabel, Platzierungen, Wochen, Auszeichnungen, Anmerkungen) | Höchstplatzierung, Gesamtwochen, AuszeichnungChartplatzierungen (Jahr, Titel, Musiklabel, Platzierungen, Wochen, Auszeichnungen, Anmerkungen) | Höchstplatzierung, Gesamtwochen, AuszeichnungChartplatzierungen (Jahr, Titel, Musiklabel, Platzierungen, Wochen, Auszeichnungen, Anmerkungen) | Anmerkungen                              |
| Jahr | Titel Musiklabel              | DE | AT | CH | Anmerkungen                              |
| ---- | ----------------------------- | --- | --- | --- | ---------------------------------------- |
| 2021 | Mondschein Warner Music (WMG) | DE75 (1 Wo.)DE | — | CH67 (1 Wo.)CH | Erstveröffentlichung: 10. September 2021 |

## Singles

### Als Leadmusikerin
| Jahr | Titel Album                       | Höchstplatzierung, Gesamtwochen, AuszeichnungChartplatzierungen (Jahr, Titel, Album, Platzierungen, Wochen, Auszeichnungen, Anmerkungen) | Höchstplatzierung, Gesamtwochen, AuszeichnungChartplatzierungen (Jahr, Titel, Album, Platzierungen, Wochen, Auszeichnungen, Anmerkungen) | Höchstplatzierung, Gesamtwochen, AuszeichnungChartplatzierungen (Jahr, Titel, Album, Platzierungen, Wochen, Auszeichnungen, Anmerkungen) | Anmerkungen                                                            |
| Jahr | Titel Album                       | DE | AT | CH | Anmerkungen                                                            |
| --- | --------------------------------- | --- | --- | --- | ---------------------------------------------------------------------- |
| 2020 | Gebe auf. –                       | DE2 Gold · (22 Wo.)DE | AT8 Gold · (15 Wo.)AT | CH18 (14 Wo.)CH | Erstveröffentlichung: 9. Oktober 2020 Verkäufe: + 215.000              |
| 2020 | Entourage –                       | DE— aDE | — | — | Erstveröffentlichung: 4. Dezember 2020                                 |
| 2021 | S.O.S –                           | DE98 (1 Wo.)DE | — | — | Erstveröffentlichung: 29. Januar 2021                                  |
| 2021 | Alles verdient. –                 | — | — | — | Erstveröffentlichung: 12. März 2021                                    |
| 2021 | Du bist der Fehler. –             | DE24 (6 Wo.)DE | AT65 (1 Wo.)AT | CH52 (1 Wo.)CH | Erstveröffentlichung: 14. Mai 2021                                     |
| 2021 | Blut Mondschein EP                | — | — | — | Erstveröffentlichung: 2. Juli 2021                                     |
| 2021 | Hab nur eine Bitte. Mondschein EP | DE15 (7 Wo.)DE | — | CH60 (2 Wo.)CH | Erstveröffentlichung: 6. August 2021                                   |
| 2021 | Baby 2.0 –                        | DE16 (5 Wo.)DE | AT35 (2 Wo.)AT | CH19 (3 Wo.)CH | Erstveröffentlichung: 24. September 2021 mit Zuna                      |
| 2022 | Letzter Brief –                   | DE— bDE | — | — | Erstveröffentlichung: 14. Januar 2022                                  |
| 2022 | Du wirst es nie verstehen. –      | DE32 (2 Wo.)DE | — | — | Erstveröffentlichung: 25. Februar 2022                                 |
| 2022 | Mein schlimmster Albtraum Lune    | DE61 (1 Wo.)DE | — | — | Erstveröffentlichung: 10. Juni 2022 feat. Juh-Dee                      |
| 2022 | Ya albi Lune                      | DE— cDE | — | — | Erstveröffentlichung: 12. August 2022                                  |
| 2022 | 5 Minuten Lune                    | DE— dDE | — | — | Erstveröffentlichung: 7. Oktober 2022 feat. Milano                     |
| 2022 | Fck dich Lune                     | DE93 (1 Wo.)DE | — | — | Erstveröffentlichung: 11. November 2022                                |
| 2023 | Steht auf –                       | — | — | — | Erstveröffentlichung: 6. Januar 2023                                   |
| 2023 | Aus anderen Welten –              | — | — | — | Erstveröffentlichung: 7. Juli 2023                                     |
| 2023 | Ein letztes Mal Mailan            | DE— eDE | — | — | Erstveröffentlichung: 11. August 2023                                  |
| 2023 | Komm in meine Arme Mailan         | DE14 (8 Wo.)DE | AT27 (3 Wo.)AT | CH48 (2 Wo.)CH | Erstveröffentlichung: 29. September 2023 feat. Céline                  |
| 2023 | Was fällt dir ein?! Mailan        | DE— fDE | — | — | Erstveröffentlichung: 24. November 2023                                |
| 2024 | Toxisch Mailan                    | DE— gDE | — | — | Erstveröffentlichung: 19. Januar 2024                                  |
| 2024 | Nur du :/ Mailan                  | DE31 (5 Wo.)DE | AT45 (1 Wo.)AT | CH59 (1 Wo.)CH | Erstveröffentlichung: 1. März 2024 feat. Shabab                        |
| 2024 | Kinder deiner Sonne Mailan        | DE— hDE | — | — | Erstveröffentlichung: 22. März 2024                                    |
| 2024 | NaNa Mailan                       | DE42 (4 Wo.)DE | — | — | Erstveröffentlichung: 17. Mai 2024 feat. Kauta                         |
| 2024 | Bisou :* Mailan                   | DE— iDE | — | — | Erstveröffentlichung: 7. Juni 2024                                     |
| 2024 | Sag wieso? –                      | — | — | — | Erstveröffentlichung: 6. Dezember 2024                                 |
| 2025 | Delale –                          | DE17 (2 Wo.)DE | AT28 (1 Wo.)AT | CH59 (1 Wo.)CH | Erstveröffentlichung: 13. Februar 2025 mit Shabab                      |
| 2025 | Spieglein Spieglein –             | DE41 (2 Wo.)DE | — | — | Erstveröffentlichung: 2. Mai 2025 feat. Milano                         |
| Folgende Lieder erschienen nicht als Single, wurden aber durch das Album zum Download und Streaming bereitgestellt und konnten somit eine Platzierung erlangen: |                                   | | | |                                                                        |
| |                                   | | | |                                                                        |
| 2021 | Mondschein Mondschein EP          | DE96 (1 Wo.)DE | — | — | Videoauskopplung: 10. September 2021 Charteinstieg: 17. September 2021 |

### Als Gastmusikerin
| Jahr | Titel Album                                                | Höchstplatzierung, Gesamtwochen, AuszeichnungChartplatzierungen (Jahr, Titel, Album, Platzierungen, Wochen, Auszeichnungen, Anmerkungen) | Höchstplatzierung, Gesamtwochen, AuszeichnungChartplatzierungen (Jahr, Titel, Album, Platzierungen, Wochen, Auszeichnungen, Anmerkungen) | Höchstplatzierung, Gesamtwochen, AuszeichnungChartplatzierungen (Jahr, Titel, Album, Platzierungen, Wochen, Auszeichnungen, Anmerkungen) | Anmerkungen                                                                                            |
| Jahr | Titel Album                                                | DE | AT | CH | Anmerkungen                                                                                            |
| ---- | ---------------------------------------------------------- | --- | --- | --- | --- |
| 2020 | Cr1minel –                                                 | — | — | — | Erstveröffentlichung: 14. August 2020 Samra feat. Lune                                                 |
| 2021 | Spotlight Four Seasons                                     | DE27 (2 Wo.)DE | AT75 (1 Wo.)AT | CH39 (1 Wo.)CH | Erstveröffentlichung: 8. Januar 2021 Monet192 feat. Lune                                               |
| 2021 | Family –                                                   | — | — | CH— jCH | Erstveröffentlichung: 28. Oktober 2021 David Guetta feat. Lune, Ty Dolla Sign & A Boogie wit da Hoodie |
| 2021 | Wohin –                                                    | DE40 (2 Wo.)DE | — | CH72 (1 Wo.)CH | Erstveröffentlichung: 3. Dezember 2021 Bojan feat. KC Rebell & Lune                                    |
| 2021 | Pourquoi –                                                 | DE24 (4 Wo.)DE | AT40 (1 Wo.)AT | CH25 (2 Wo.)CH | Erstveröffentlichung: 31. Dezember 2021 Samra feat. Lune                                               |
| 2022 | Warum (Babel) –                                            | — | — | — | Erstveröffentlichung: 1. Juli 2022 Gustavo Santaolalla feat. Lune & Vito                               |
| 2023 | Blind –                                                    | DE41 (2 Wo.)DE | — | CH100 (1 Wo.)CH | Erstveröffentlichung: 27. April 2023 Milano feat. Lune                                                 |
| 2024 | Phantasie Von der Schönheit und Zerbrechlichkeit der Dinge | DE62 (1 Wo.)DE | — | — | Erstveröffentlichung: 3. Oktober 2024 Lea feat. Lune                                                   |
| 2025 | Ma Baby 2 Most Valuable Playa                              | DE27 (3 Wo.)DE | — | CH48 (1 Wo.)CH | Erstveröffentlichung: 7. März 2025 Jazeek feat. Lune                                                   |

## Musikvideos
| Jahr | Titel                      | Regie                        |
| ---- | -------------------------- | ---------------------------- |
| 2020 | Cr1minel                   | Sergen Isici                 |
| 2020 | Gebe auf.                  | Luka Katic                   |
| 2020 | Entourage                  | Alexblitzz                   |
| 2021 | Spotlight                  | Milos Savic                  |
| 2021 | S.O.S                      | Fati.TV                      |
| 2021 | Alles verdient.            | Dieserbobby                  |
| 2021 | Du bist der Fehler.        | Fati.TV                      |
| 2021 | Blut                       | Hüseyin „Bertinaxe“ Yildirim |
| 2021 | Hab nur eine Bitte.        | Hüseyin „Bertinaxe“ Yildirim |
| 2021 | Mondschein                 | Yanik Zollinger              |
| 2021 | Wohin                      | Fati.TV                      |
| 2021 | Pourquoi                   | Sergen Isici                 |
| 2022 | Letzter Brief              | Fati.TV                      |
| 2022 | Du wirst es nie verstehen. | Traviez the Director         |
| 2022 | Mein schlimmster Albtraum  | Fati.tv, Yosh Negroni        |
| 2022 | Ya albi                    | Allan Anders                 |
| 2022 | 5 Minuten                  | Allan Anders                 |
| 2022 | Fck dich                   | Allan Anders                 |
| 2023 | Steht auf                  | Allan Anders                 |
| 2023 | Blind                      | Rouslan Kortschagin          |
| 2023 | Aus anderen Welten         | Milos Savic                  |
| 2023 | Komm in meine Arme         | Dzevahir Aliti               |
| 2023 | Was fällt dir ein?!        | Dzevahir Aliti               |
| 2024 | Toxisch                    | Can Karahan                  |
| 2024 | Nur du :/                  | Dzevahir Aliti               |
| 2024 | Kinder deiner Sonne        | Dzevahir Aliti               |
| 2024 | NaNa                       | Dzevahir Aliti               |
| 2024 | Bisou :*                   | Max Gold, Lune               |
| 2024 | Sag wieso?                 |                              |
| 2025 | Delale                     | Roman Icha                   |
| 2025 | Ma Baby 2                  | Lucca Mille                  |
| 2025 | Spieglein Spieglein        | Hüseyin Yildirim             |

## Promoveröffentlichungen
| Jahr | Titel Album             | Anmerkungen                                      |
| ---- | ----------------------- | ------------------------------------------------ |
| 2024 | Ana bahebak <3 Mailan   | Erstveröffentlichung: 20. Juni 2024 feat. Zuna   |
| 2024 | Gelbe Parisienne Mailan | Erstveröffentlichung: 20. Juni 2024 feat. Doria  |
| 2024 | Ist das Liebe? Mailan   | Erstveröffentlichung: 20. Juni 2024 feat. Alketa |

## Sonderveröffentlichungen
| Jahr | Titel Album                                                | Anmerkungen                                                |
| ---- | ---------------------------------------------------------- | ---------------------------------------------------------- |
| 2021 | Spotlight Four Seasons                                     | Erstveröffentlichung: 19. Februar 2021 Monet192 feat. Lune |
| 2024 | Phantasie Von der Schönheit und Zerbrechlichkeit der Dinge | Erstveröffentlichung: 4. Oktober 2024 Lea feat. Lune       |
| 2025 | Ma Baby 2 Most Valuable Playa                              | Erstveröffentlichung: 28. März 2025 Jazeek feat. Lune      |
| 2025 | Mailan Lost Tapes, Teil 3                                  | Erstveröffentlichung: 11. April 2025 Céline feat. Lune     |

## Statistik

### Chartauswertung
|                     | DE    | AT    | CH    |
| ------------------- | ----- | ----- | ----- |
| Nummer-eins-Alben   | DE—DE | AT—AT | CH—CH |
| Top-10-Alben        | DE—DE | AT—AT | CH—CH |
| Alben in den Charts | DE3DE | AT—AT | CH3CH |

|                       | DE     | AT    | CH     |
| --------------------- | ------ | ----- | ------ |
| Nummer-eins-Singles   | DE—DE  | AT—AT | CH—CH  |
| Top-10-Singles        | DE1DE  | AT1AT | CH—CH  |
| Singles in den Charts | DE20DE | AT7AT | CH12CH |

### Auszeichnungen für Musikverkäufe
Anmerkung: Auszeichnungen in Ländern aus den Charttabellen bzw. Chartboxen sind in ebendiesen zu finden.
| Land/RegionAuszeichnungen für Musikverkäufe (Land/Region, Auszeichnungen, Verkäufe, Quellen) | Gold     | Platin | Verkäufe | Quellen           |
| -------------------------------------------------------------------------------------------- | -------- | ------ | -------- | ----------------- |
| Deutschland (BVMI)                                                                           | Gold1    | —      | 200.000  | musikindustrie.de |
| Österreich (IFPI)                                                                            | Gold1    | —      | 15.000   | ifpi.at           |
| Insgesamt                                                                                    | 2× Gold2 | —      |          |                   |